# 1061
| [ Edytuj tabelę ]          |                                                                    |
| Książę Polski              | - 1058 Bolesław II Szczodry 1076                                   |
| Król Angkoru               | - 1048 Udajaditjawarman II 1066                                    |
| Król Anglii                | - 1042 Edward Wyznawca 1066                                        |
| Król Aragonii i Nawarry    | - 1035 Ramiro I 1063                                               |
| Hrabia Barcelony           | - 1035 Rajmund Berengar I 1076                                     |
| Książę Bawarii             | - 1055 Henryk VIII 1061 - 1061 Otto II z Northeimu 1070            |
| Książę Burgundii           | - 1032 Robert I 1076                                               |
| Cesarz Bizancjum           | - 1059 Konstantyn X Dukas 1067                                     |
| Cesarz Chin                | - 1022 Song Renzong 1063                                           |
| Książę Czech               | - 1055 Spitygniew II 1061 - 1061 Wratysław II 1092                 |
| Król Danii                 | - 1047 Swen II Estrydsen 1074                                      |
| Władca Egiptu              | - 1036 Al-Mustansir 1094                                           |
| Król Francji               | - 1060 Filip I 1108                                                |
| Król Gruzji                | - 1027 Bagrat IV 1072                                              |
| Hrabia Holandii            | - 1049 Floris I 1061 - 1061 Dirk V 1091                            |
| Cesarz Japonii             | - 1045 Go-Reizei 1068                                              |
| Kalif                      | - 1031 Al-Ka’im 1075                                               |
| Król Kastylii              | - 1035 Ferdynand I Wielki 1065                                     |
| Wielki książę Kijowa       | - 1054 Izjasław I 1068                                             |
| Patriarcha Konstantynopola | - 1059 Konstantyn III Lichudes 1063                                |
| Władca Korei               | - 1046 Munjong 1083                                                |
| Król Leónu                 | - 1037 Ferdynand I Wielki 1065                                     |
| Władca Maroka              | - 1056 Abu Bakr ibn Umar 1070                                      |
| Król Norwegii              | - 1045 Harald III Srogi 1066                                       |
| Książę Obodrzyców          | - 1043 Gotszalk 1066                                               |
| Hrabia Palatynatu          | - 1045 Henryk I ze Szwabii 1061 - 1061 Herman II Luksemburski 1085 |
| Papież                     | - 1059 Mikołaj II 1061 - 1061 Aleksander II 1073                   |
| Hrabia Portugalii          | - 1050 Nuno II 1071                                                |
| Książę Saksonii            | - 1059 Ordulf 1072                                                 |
| Sułtan Seldżuków           | - 1055 Tughril Beg 1063                                            |
| Król Szkocji               | - 1058 Malcolm III 1093                                            |
| Król Szwecji               | - 1060 Stenkil Ragnvaldsson 1066                                   |
| Doża Wenecji               | - 1043 Domenico Contarini 1071                                     |
| Król Węgier                | - 1047 Andrzej I 1061 - 1061 Bela I 1063                           |

Rok 1061 / MLXI
stulecia: X wiek ~
XI wiek ~
XII wiek

lata: 1051 «
1056 «
1057 «
1058 «
1059 «
1060 «
1061
» 1062
» 1063
» 1064
» 1065
» 1066
» 1071

## Wydarzenia na świecie
- 1 października – Aleksander II został wybrany papieżem.
- 28 października – Piotr Cadalus, kontrkandydat do tronu papieskiego, uznany przez swoich zwolenników za papieża jako Honoriusz II.
- Początek podboju Sycylii przez wodza normandzkiego Roberta Guiscarda.
- Najazd Połowców na Ruś Kijowską.

## Zmarli
- 28 stycznia – Spitygniew II, książę Czech (1055–1061) z dynastii Przemyślidów (ur. ok. 1031)
- 19 lub 26 lipca – Mikołaj II, papież (ok. 1010–1061)